# Medaille für hervorragende Leistungen in der Wasserwirtschaft der Deutschen Demokratischen Republik

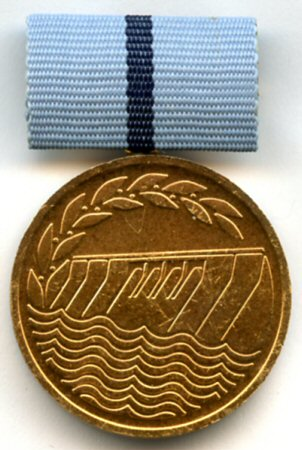

Die Medaille für hervorragende Leistungen in der Wasserwirtschaft der Deutschen Demokratischen Republik war eine staatliche Auszeichnung  der Deutschen Demokratischen Republik (DDR), welche in Form einer tragbaren Medaille verliehen wurde.

## Geschichte
Gestiftet wurde die Medaille am 30. Januar 1975 in einer Stufe. Ihre Verleihung erfolgte für hervorragende Leistungen im sozialistischen Wettbewerb sowie der Erfüllung- bzw. Übererfüllung der gestellten Aufgaben der Wasserwirtschaft der DDR, in Verbindung mit langjähriger Tätigkeit in diesem Bereich. Allerdings war die Höchstverleihungszahl auf 100 Träger jährlich begrenzt. Die Medaille konnte auch nur einmal an ein und dieselbe Person verliehen werden.

## Aussehen und Tragweise
Die vergoldete Medaille mit einem Durchmesser von 30 mm zeigte auf ihrem Avers eine stilisierte Talsperre mit davor aufgeworfenen Wasserwellen. Darüber wölbt  sich ein kleiner Lorbeerzweig. Das Revers der Medaille zeigt dagegen unten das kleine Staatswappen der DDR und oben die fünfzeilige Inschrift: FÜR / HERVORRAGENDE / LEISTUNGEN / IN DER / WASSERWIRTSCHAFT. Getragen wurde die Medaille an der linken oberen Brustseite an einer 25 × 13 mm breiten hellblauen Spange, in welcher senkrecht ein 2,5 mm breiter dunkelgrauer Mittelstreifen eingewebt war.